# 圣日耳曼拉蒙塔涅
圣日耳曼拉蒙塔涅（法語：Saint-Germain-la-Montagne，法語發音：[sɛ̃ ʒɛʁmɛ̃ la mɔ̃taɲ]）是法国卢瓦尔省的一个市镇，位于该省东北部，分别和罗讷省、索恩-卢瓦尔省接壤，属于罗阿讷区。

## 地理
圣日耳曼拉蒙塔涅（46°12'9"N, 4°22'40"E）面积12.54 平方千米，位于法国奥弗涅-罗讷-阿尔卑斯大区卢瓦尔省，该省份为法国中南部省份，北起顺时针与索恩-卢瓦尔省、罗讷省、伊泽尔省、阿尔代什省、上盧瓦爾省、多姆山省和阿列省接壤。
与圣日耳曼拉蒙塔涅接壤的市镇（或旧市镇、城区）包括：普罗皮耶尔、绍法耶、阿佐莱特、贝勒罗什、卢瓦尔省贝尔蒙。

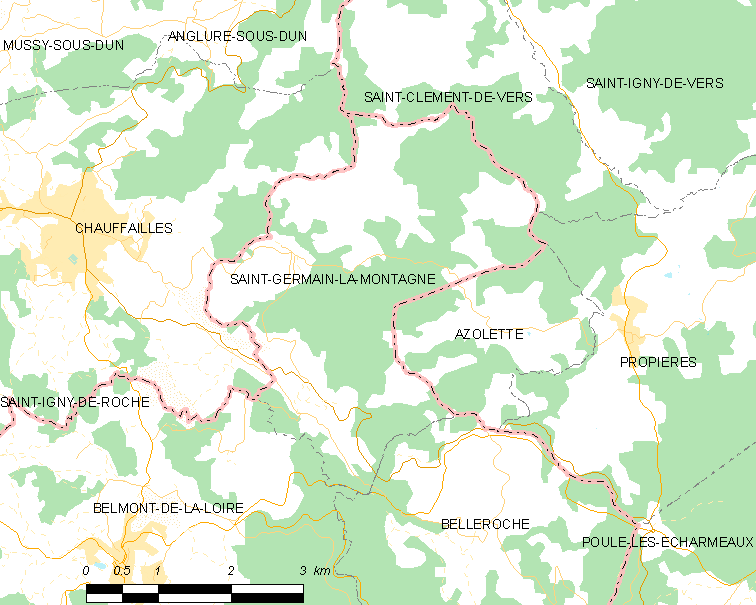
圣日耳曼拉蒙塔涅的OSM定位图

圣日耳曼拉蒙塔涅的时区为UTC+01:00、UTC+02:00（夏令时）。

## 行政
圣日耳曼拉蒙塔涅的邮政编码为42670，INSEE市镇编码为42229。

## 政治
圣日耳曼拉蒙塔涅所属的省级选区为沙尔略县。

## 人口

1962-2008年间圣日耳曼拉蒙塔涅人口变化图示

圣日耳曼拉蒙塔涅于2022年1月1日时的人口数量为215人。